# Мсакни, Юссеф
Юссе́ф Мсакни́ (араб. يوسف المساكني‎; родился 28 октября 1990 года в Тунисе, Тунис) — тунисский футболист, вингер катарского клуба «Аль-Араби» (Доха) и сборной Туниса.

## Клубная карьера

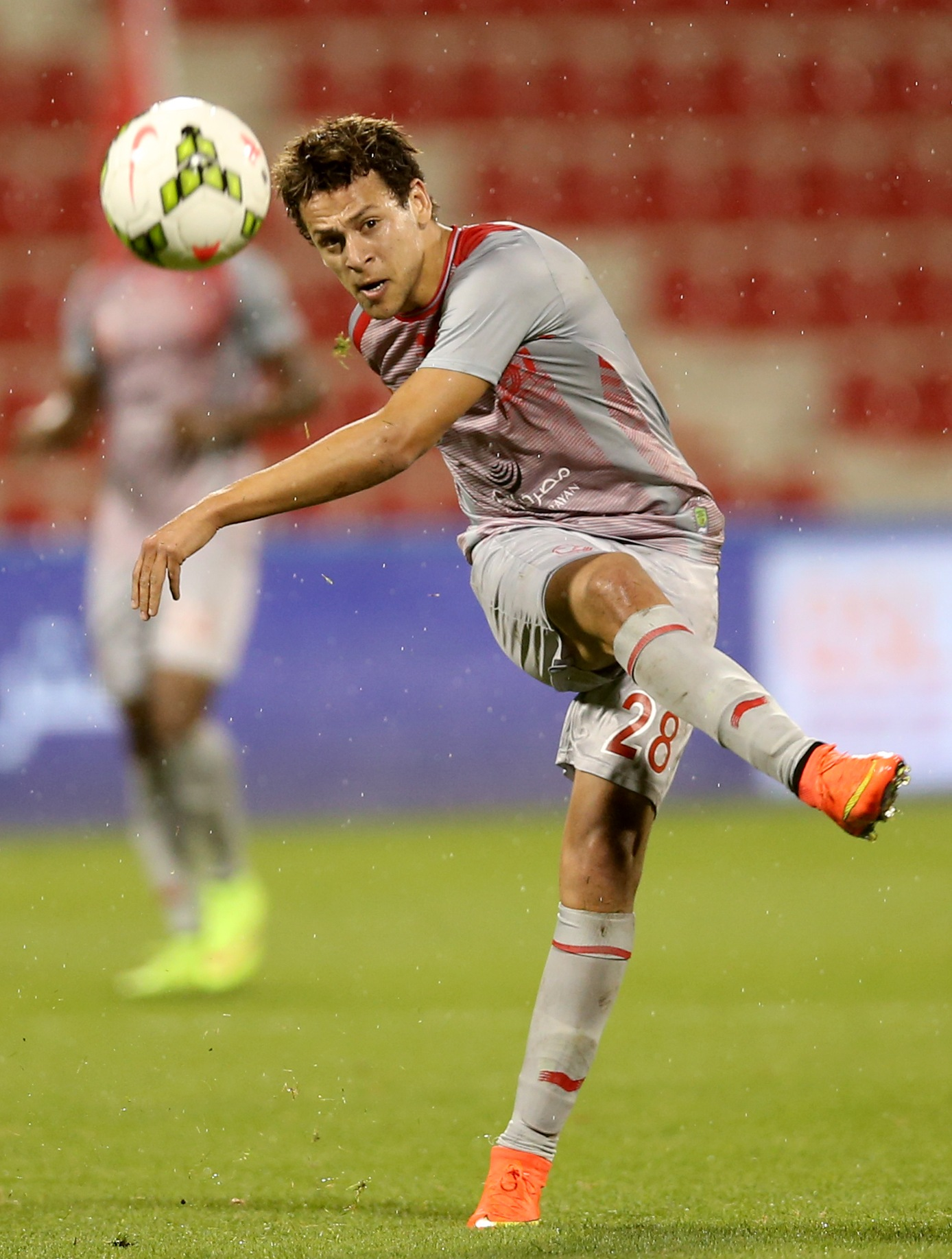
Мсакни в составе «Лехвии»

Мсакни воспитанник клуба «Стад Тунизьен», за который он дебютировал в 2007 году. После сезона в родной команде он перешёл в «Эсперанс». 18 октября 2008 года в матче против «ЕЖС Гафса» Юссеф сделал хет-трик. В составе «Эсперанса» Мсакни провёл пять сезонов, сыграв 82 матча и забив 37 мячей. Со своим клубом он четыре раза выиграл первенство Туниса и один раз стал обладателем Кубка.
3 июля 2012 года Мсакни подписал контракт с катарским клуб «Лехвия», но присоединиться к клубу ему удалось лишь зимой 2013 года. Сумма трансфера составила 11,5 млн долларов. 10 февраля в матче против «Аль-Вакра» Юссеф дебютировал в Лиге Старс. В этом поединке он забил свой первый мяч за новую команду.
В розыгрыше Кубка чемпионов АФК в матчах против «Пахтакора» и «Аль-Шабаб» Мсакни забил по голу. В марте Юссефом заинтересовались английские «Арсенал», «Ньюкасл Юнайтед», «Тоттенхэм Хотспур» и «Эвертон». В составе клуба Мсакни четыре раза выиграл чемпионат.

## Международная карьера
14 декабря 2009 года в матче отборочного турнира Кубка Африки 2010 против сборной Гамбии Юссеф дебютировал за сборную Туниса. В 2010 году он в составе национальной команды поехал на Кубок Африканских наций. На турнире он принял участие в двух матчах против сборных Замбии и Габона.
В 2012 году Мсакни во второй раз принял участие во розыгрыше Кубка Африки. Он принял участие в поединках против Ганы, Нигера, Габона и Марокко. А во встречах с Нигером и Марокко забил по голу.
В 2013 году Юссеф в третий раз принял участие в турнире. Он провел на поле три встречи группового этапа против сборных Кот-д’Ивуара, Того, а в поединке против Алжира забил гол.
В 2015 году Мсакни вновь попал в заявку на участие в Кубке Африки в Экваториальной Гвинее. На турнире он сыграл в матчах против команд Кабо-Верде, Замбии и хозяев соревнований Экваториальной Гвинеи.
В 2017 году Мсакни в пятый раз принял участие в Кубке Африки в Габоне. На турнире он сыграл в матчах против команд Буркина-Фасо, Сенегала, Алжира и Зимбабве. В поединке против зимбабвийцев Юссеф забил гол. 7 октября того же года в отборочном матче чемпионата мира 2018 против сборной Гвинеи Мсакни сделал хет-трик.
Летом 2019 года Юссеф был вызван в состав своей национальной сборной на Кубок африканских наций в Египте. В первом матче против Анголы он забил гол на 34-й минуте с пенальти, а команды сыграли вничью со счётом 1:1. В матче 1/4 финала его гол на 60-й минуте матча в ворота Мадагаскара помог сборной победить соперника 3:0 и выйти в полуфинал.

### Голы за сборную Туниса
| #   | Дата            | Место                                       | Противник    | Счёт | Результат | Соревнование                     |
| --- | --------------- | ------------------------------------------- | ------------ | ---- | --------- | -------------------------------- |
| 01. | 23 января 2012  | Ангондже, Либревиль, Габон                  | Марокко      | 2:0  | 2:1       | Кубок Африки 2012                |
| 02. | 27 января 2012  | Ангондже, Либревиль, Габон                  | Нигер        | 1:0  | 2:1       | Кубок Африки 2012                |
| 03. | 8 сентября 2012 | Национальный стадион, Фритаун, Сьерра-Леоне | Сьерра-Леоне | 2:2  | 2:1       | Кубок Африки 2013 квалификация   |
| 04. | 23 марта 2013   | Роял-бафокенг, Рюстенбург, ЮАР              | Алжир        | 1:0  | 1:0       | Кубок Африки 2013                |
| 05. | 25 марта 2016   | Мустафа бен Жаннет, Монастир, Тунис         | Того         | 1:0  | 1:0       | Кубок Африки 2017 квалификация   |
| 06. | 23 января 2017  | Ангондже, Либревиль, Габон                  | Зимбабве     | 0:2  | 2:4       | Кубок Африки 2017                |
| 07. | 7 октября 2017  | 28 сентября, Конакри, Гвинея                | Гвинея       | 1:1  | 1:4       | Чемпионат мира 2018 квалификация |
| 08. | 7 октября 2017  | 28 сентября, Конакри, Гвинея                | Гвинея       | 1:2  | 1:4       | Чемпионат мира 2018 квалификация |
| 09. | 7 октября 2017  | 28 сентября, Конакри, Гвинея                | Гвинея       | 1:4  | 1:4       | Чемпионат мира 2018 квалификация |

## Достижения
Командные
 «Эсперанс»
- Чемпионат Туниса по футболу — 2008/09
- Чемпионат Туниса по футболу — 2009/10
- Чемпионат Туниса по футболу — 2010/11
- Чемпионат Туниса по футболу — 2011/12
- Обладатель Арабского кубка чемпионов — 2008/2009
- Обладатель Кубка Туниса — 2011
- Обладатель Кубка Вице-чемпионов УНАФ — 2008

 «Лехвия»
- Чемпионат Катара по футболу — 2013/14
- Чемпионат Катара по футболу — 2014/15
- Чемпионат Катара по футболу — 2016/17
- Чемпионат Катара по футболу — 2017/18
- Обладатель Кубка эмира Катара — 2016

Индивидуальные
- Лучший бомбардир чемпионата Туниса (17 мячей) — 2011/2012